# هكتور روميرو
هكتور روميرو (بالإسبانية: Héctor Romero)‏ مواليد 3 يناير 1980 في برشلونة، ولاية أنزواتغي، هو لاعب كرة سلة فنزويلي. بدأ مسيرته الاحترافية في سنة 2000. يبلغ طوله 6 قدم 8 بوصة (2.0 م). حقق المركز الثالث في بطولة أمم الأمريكتين لكرة السلة 2005.

## المسيرة الاحترافية
لعب مع سي بي مورسيا في الدوري الإسباني في سنة 2007، ثم لعب مع سكافاتي باسكت في سنة 2007، ثم لعب مع منز سانا 1871 باسكت في موسم 2007–2008.

## الميداليات
| الميدالية | المسابقة                             |
| --------- | ------------------------------------ |
| برونزية   | بطولة أمم الأمريكتين لكرة السلة 2005 |

## روابط خارجية
- هكتور روميرو على موقع الاتحاد الدولي لكرة السلة (الإنجليزية)
- هكتور روميرو على موقع الدوري الأوروبي لكرة السلة (الإنجليزية)
- هكتور روميرو على موقع الدوري الإسباني لكرة السلة (الإسبانية)
- هكتور روميرو على موقع كرة السلة الأوروبية.كوم (الإنجليزية)
- هكتور روميرو على موقع كلية كرة السلة في سبورتس رفرنس.كوم (الإنجليزية)
- هكتور روميرو على موقع ريلجم (الإنجليزية)
- هكتور روميرو على موقع بروبوليرز (الإنجليزية)
- هكتور روميرو على موقع سبورتس رفرنس (الإنجليزية)